# Челидзе, Георгий Кахаберович
Георгий Кахаберович Челидзе (20 января 2000, Москва) — российский футболист, полузащитник.

## Биография
Воспитанник футбольной школы московского «Динамо», первый тренер — Владимир Николаевич Смирнов. В сезоне 2017/18 сыграл 18 матчей за дубль «Динамо» в молодёжном первенстве. Летом 2018 года самостоятельно покинул команду и перешёл в клуб второго дивизиона Бельгии «Тюбиз», однако позже его обязали выплатить динамовцам трансферную сумму. В основном составе бельгийского клуба не сыграл ни одного матча.
Летом 2019 года перешёл в армянский клуб «Арарат» (Ереван). Дебютный матч в чемпионате Армении сыграл 19 августа 2019 года против «Пюника». Свой первый гол в высшей лиге забил 15 сентября 2019 года в ворота клуба «Ной», принеся своей команде победу 1:0. Провёл одим матч за грузинский «Самгурали» (2022).
Игрок медиафутбольных команд «На Спорте», «FC Bus» (2023), «Broke Boys».
С 2015 года выступал за различные юношеские и юниорские сборные России (до 15, до 17, до 19, до 20 лет), всего провёл 37 матчей и забил 4 гола.